# Pakicetus
Pakicetus és un gènere de cetaci extint que visqué durant l'Eocè. Se n'han trobat restes fòssils al Pakistan, en estrats que antigament formaven part de la costa de l'oceà de Tetis.